# Blepephaeus porosus
Blepephaeus porosus là một loài bọ cánh cứng trong họ Cerambycidae.